# Rudolf Kraus
Rudolf Kraus (Jungbunzlau, 31 ottobre 1868 – Santiago del Cile, 16 luglio 1932) è stato un patologo e batteriologo ceco naturalizzato cileno, noto ai microbiologi per la scoperta della precipitazione batterica.

## Biografia
Rudolf Kraus nacque a Jungbunzlau, una cittadina della Boemia appartenente allora all'Impero austro-ungarico e oggi, con il nome di Mladá Boleslav, alla Repubblica Ceca. Studiò medicina all'Università di Praga e si laureò nel 1893. Si trasferì a Vienna dove divenne assistente di Richard Paltauf all'Istituto di Anatomia Patologia e Batteriologia dell'università di Vienna. Nel 1903 ottenne l'Habilitation, titolo corrispondente alla libera docenza, in Patologia generale e sperimentale, e venne nominato direttore dell'Universitätsinstitut für Serotherapie (Istituto Universitario di Sieroterapia) dove ebbe come giovani collaboratori Clemens von Pirquet e Béla Schick. Nel 1910 divenne Assistenzprofessor.
Nel 1913 partì per il Sud America: divenne direttore dell'Istituto Batteriologico di Buenos Aires e più tardi dell'Instituto Butantan di San Paolo. Tornò a Vienna dieci anni dopo e succedette a Paltauf come direttore all'Istituto di Anatomia Patologia e Batteriologia. Nel 1928, su invito dal governo cileno, tornò in Sud America per fondare l'«Istituto Bacteriologico de Chile» a Santiago; divenne anche direttore generale della International Society of Microbiology (Società Internazionale di Microbiologia) nel 1930. Rimase in Cile fino alla sua morte.

## Pubblicazioni
- Rudolf Kraus und Paul Uhlenhuth, Handbuch der pathogenen Mikroorganismen, Berlin; Wien: Urban & Schwarzenberg, 1927
- Rudolf Kraus und Constantin Levaditi, Handbuch der Immunitätsforschung und experimentellen Therapie, Jena: Fischer, 1914
- Rudolf Kraus und Paul Uhlenhuth, Handbuch der mikroskopischen Technik, Berlin; Wien: Urban & Schwarzenberg, 1922-24